# لودویگ یکم
لودویگ یکم (انگلیسی: Louis I, Grand Duke of Baden؛ زاده ۹ فوریهٔ ۱۷۶۳ درگذشته ۳۰ مارس ۱۸۳۰) یک دوک بزرگ اهل آلمان بود. 